# Pachyrhinosaurus perotorum
Pachyrhinosaurus perotorum es una especie del género extinto Pachyrhinosaurus (gr. "lagarto de nariz gruesa") de dinosaurio ceratopsiano ceratópsido, que vivió a finales del período Cretácico, hace aproximadamente entre 70 y 68 millones de años, en el Maastrichtiense, en lo que hoy es Norteamérica. 
En 2013, Fiorillo et al. describió un nuevo espécimen, un hueso nasal incompleto atribuible a Pachyrhinosaurus perotorum que fue recolectado de la cantera Kikak-Tegoseak en el río Colville en Alaska. Fiorillo y col. nombró a esta especie única del norte de Alaska en honor al multimillonario y benefactor petrolero de Texas, Ross Perot . Este hueso, denominado DMNH 21460, pertenece a un individuo inmaduro. Este descubrimiento amplía el perfil de edad conocido de este género de dinosaurios de este sitio en particular. El ejemplar tiene una ornamentación nasal que se agranda dorsalmente, lo que representa una etapa intermedia de crecimiento. Es de destacar que los autores señalaron que la parte posterior de la nasal muestra evidencia de "un grado de complejidad del tegumento no reconocido previamente en otras especies" de Pachyrhinosaurus. Se determinó que la superficie dorsal del saliente nasal tenía una almohadilla y una vaina gruesas y cornificadas.